# Religionsundervisning i Danmark
Religionsundervisning foregår i Danmark i dag blandt andet gennem faget Kristendomskundskab i grundskolen, ved Konfirmandundervisning i samarbejde med skolen og ved religionsundervisning i gymnasiet.
Faget Kristendomskundskab undervises på alle danske grundskoler, undtagen på visse friskoler, der på grund af deres værdigrundlag ikke skal aflægge prøve i dette fag men derimod i et andet humanistisk fag. Det er muligt at fritage sit barn fra Kristendomskundskab hvis man selv vil sørge for barnets religionsundervisning. Før 1975 hed faget kristendomsundervisning og før 1937 hed det Religion.
Der har været kristendomsundervisning i Danmark siden 830. Som følge af reformationen ændrede undervisningen sig markant, blandt andet med indførelsen af Luthers lille Katekismus i 1535. Konfirmationen, der indtil 1909 indeholdte en kundskabsprøve, blev indført af Christian 6. i 1736. Samme konge indførte med skoleforordningen af 1739 almindelig undervisningspligt, der omfattede de luthersk-evangelske grundbegreber samt læsning. Gennem flere århundreder var faget et forkyndende fag, der omhandlede den luthersk-evangelske tro. Først efter en undervisningsvejledning i 1960 skulle elever i kristendomsundervisningen lære om frikirker, sekter fremmede religioner. I 1975 ændrede faget karakter til at blive et ikke-forkyndende fag omhandlende den luthersk-evangelske kristendom; ved fremmede religioner og livsopfattelser skulle skolerne selv bestemme emnet og omfanget. Fra 1989 havde faget karakter som i dag, hvor det i høj grad er et kulturbærende fag, som i de ældre klassetrin omhandler andre religioner.
Konfirmandundervisningen foretages i dag typisk af en præst med elever på syvende eller ottende klassetrin i to ugentlige lektioner indenfor den normale skoletid. I 2019 blev 68,3 procent af alle unge konfirmeret. Konfirmationen forudsætter i dag: dåb, mindst 48 timers konfirmandforberedelse samt en elementær fortrolighed med den kristne tro og folkekirkens gudstjeneste.

## Historie
Kristendomsundervisning i en forkyndelsessammenhæng har eksisteret i Danmark siden Ansgar i år 830 oprettede en skole for 12 eller flere Drenge. Under Reformationen blev Martin Luthers lille Katekismus oversat til dansk i 1532. Den var udformet som spørgsmål og dertilhørende svar, der kunne læres udenad, og skulle vejlede i den kristne undervisning og opdragelse af børn og unge. Bogen blev herefter grundlaget for kristendomsundervisningen i de lutherske lande. Grundtvig kritiserede senere bogen for at fremhæve terperi frem for det levende ord. I 1736 indførte Christian 6. konfirmationen som var lovpligtig, og indeholdt en kundskabsprøve som man skulle bestå inden man fyldte 19 år. Kongen var utilfreds med datidens manglende undervisning, og mente at den almene befolkning burde: oplæres i sin kristendoms grund, samt i læsen, skriven og regnen. Han indførte derfor ved skoleforordningen af 1739 almindelig undervisningspligt, der omfattede de luthersk-evangelske grundbegreber samt læsning, mens forældrene selv måtte betale for undervisning i regning og skrivning. Forordningen blev dog ikke fuldt ud realiseret, og undervisningen i blandt andet læsning var i dele af landet begrænset frem til folkeskolelovene af 1806 og 1814. Frem til 1791, hvor det første lærerseminarium blev oprettet i Blaagaard, var alle lærere uddannede i præstegårde. De nyoprettede seminarier var ikke sekulære, og lærerstuderende skulle have bestået eksamen i religion, hvilket krævede medlemskab af folkekirken. Frem til Junigrundloven af 1849 var konfirmationen en forudsætning for borgerlige rettigheder. Ved en anordning fra 1909 ændredes konfirmandernes overhøring fra at være en kundskabsprøve til at blive en "Samtale til Opbyggelse".
Skoleloven af 1814 medførte at indholdet i undervisningen blev bredere. For eksempel kom der fokus på at skrive og regne samt naturkundskab og geografi. Kristendomsundervisningen var dog stadig i centrum, som det fremgår af loven:
| “                                                                           | Ved Børnenes Underviisning skal der i Almindelighed tages Hensyn til at danne dem til gode og retskafne Mennesker, i Overeensstemmelse med den evangelisk-christelige Lære; samt til at bibringe dem de Kundskaber og Færdigheder, der ere dem nødvendige for at blive nyttige Borgere i Staten. | ” |
| — Anordning for Almue-Skolevæsenet paa Landet i Danmark (29. juli 1814) §22 | |   |

I år 1851 blev det muligt for forældre med anden tro end den Luthersk-Evangelske at fritage deres børn fra religionsundervisningen. Fra 1855 blev man automatisk udskrevet fra folkeskolen som 15-årig. Ellers gjaldt det lige som før, at elever først kunne udskrives, når de var blevet konfirmerede. Fra 1899 forudsatte udskrivning fra folkeskolen ikke længere at man var blevet konfirmeret.
I 1900 offentliggjordes Det Sthyrske Cirkulære, hvori det fremgik:
| “                                                                                    | Formaalet for Skolens Religionsundervisning er først og fremmest: i kristelig Aand at udvikle Børnenes religiøse Sans og opdrage den religiøse Følelse til en Livsmagt, der giver det sædelige Liv Kraft. Hovedsagen ved Undervisningen er derfor den personlige Paavirkning, som den Lærer, der selv lever sit Liv paa Kristentroens Grund, kan øve paa Børnenes Hjerte- og Villiesliv. Men til Livets sunde Vækst er Tilegnelse af en sand kristelig Erkendelse nødvendig. Det Kundskabsmaal, der da bør søges naaet, er: sikkert Kendskab til det væsentlige Indhold af den bibelske Historie og de vigtigste Begivenheder af Kirkens Historie samt til den kristelige Børnelærdom efter den evangelisk-lutherske Bekendelse. | ” |
| — Cirkulære til samtlige skoledirektioner uden for København 6. april 1900, Religion | |   |

Fra tilsynsloven af 1933 kunne præster havde præster ikke længere retten til at føre tilsyn med undervisningen i andre fag end religion, og skulle fra den tid af også vælges ind som skolekommissionen frem for at være automatiske medlemmer. I 1930 nedsatte Socialdemokratiet et udvalg, med henblik på at modernisere undervisningen i danske skoler. Deraf kom skolebogsbetænkningen, der argumenterede for sekularisering af religionsfaget. Datidens statsminister Thorvald Stauning afviste dog udvalgets anbefaling. To år senere medførte skoleloven fra 1937, at religionsfaget blev omdøbt til kristendomsundervisning.
Af en bekendtgørelse om folkeskolens undervisning fra 1941 fremgik det:
| “                                                                      | [Skolen] bør udvikle og styrke Børnenes Sans for de etiske og kristelige Værdier, give dem Ærbødighed for Menneskelivet og for Naturen, Kærlighed til Hjemmet og vort Folk og Land [og] Respekt for andres Meninger. [...] Den kristne Børnelærdom i Overensstemmelse med Folkekirkens evangelisk-lutherske Lære [...] bør være lært; de vigtigste bibelske Fortællinger baade fra det gamle og det ny Testamente skal kendes, og Hovedpunkter i Kirkens Historie op gennem Tiderne være gennemgaaet. Et Udvalg af Salmer og bibelhistoriske Sange skal være gennemgaaet og sunget og nogle af dem lært. | ” |
| — Bekendtgørelse om Maalet for Folkeskolens Undervisning, 24. maj 1941 | |   |

I 1960 offentliggjordes Undervisningsvejledning for Folkeskolen populært kaldt den Blå Betænkning hvori det fremgik:
| “                                               | Kristendomsundervis-ningen skal gives i overensstemmelse med folkekirkens evangelisk-lutherske lære. Den har til formål [...] at udvikle børnenes religiøse anlæg og deres sans for etiske og kristelige værdier ved efterhånden at give dem et sikkert [...] kendskab til den kristne lære, som den fremtræder i evangelierne. | ” |
| — Undervisningsvejledning for Folkeskolen, 1960 | |   |

Undervisningsvejledningen angav derudover, at eleverne i de ældste klasser skulle lære om frikirker og sekter samt fremmede religioner.
I 1966 blev kristendomsfaget obligatorisk for lærerstuderende, samtidigt med at lærere af andre religiøse overbevisninger fik mulighed for at undervise i faget. I 1971 argumenterede en kommision for, at kristendomsfaget igen skulle hedde Religion og at faget skulle være ikke-forkyndende. Ved en lov fra 1975 udtrådte kristne værdier fra beskrivelsen af skolens formål, lige som kristendomsfaget kom til at hedde ”kristendomskundskab” som skulle være ikke-forkyndende og udelukkende omhandle den luthersk-evangelske kristendom. Fremmede religioner og livsopfattelser blev samme tid gjort til timeløse emner, hvor skolen selv kunne bestemme omfanget og emnet af undervisningen.
Datidens undervisningsminister Bertel Haarder satte i 1989 et læseplansudvalg til at omformulere Kristendomskundskabsfagets rolle, hvilket resulterede i et fagformål med større fokus på kristendommens kulturelle betydning. Fortællinger fra Biblen skulle være centrale i undervisningen, mens fremmede religioner igen kom på pensum i de større klasser. Bertel Haarder har været fortaler for at de bibelske fortællinger fortsat skal være hovedindholdet i Kristendomskundskabsfaget, samt udtalt at faget er et kulturfag.
| “                                                                | Vi har for længst tydeliggjort, at skoler skal forberede eleverne til et samfund med ”frihed og folkestyre” (jeg formulerede det selv). Det skete for at udelukke statstilskud til nazistiske, islamistiske og kommunistiske skoler. | ” |
| — Bertel Haarder, debat i Kristeligt Dagblad (14. november 2017) | |   |

## Religionsundervisning i folkeskolen i dag
I folkeskolens §6 står der:
| “                                         | Kristendomsundervisningens centrale kundskabsområde er den danske folkekirkes evangelisk-lutherske kristendom. På de ældste klassetrin skal undervisningen tillige omfatte fremmede religioner og andre livsanskuelser. Stk. 2. Et barn skal efter anmodning fritages for at deltage i undervisningen i kristendomskundskab, når forældremyndighedens indehaver skriftligt over for skolens leder erklærer selv at ville sørge for barnets religionsundervisning. Fritagelse kan normalt kun ske fra begyndelsen af et skoleår. Er barnet fyldt 15 år, kan fritagelse kun ske med barnets samtykke. Børne- og undervisningsministeren kan fastsætte regler om, hvilken procedure der skal følges ved fritagelse for kristendomskundskab. | ” |
| — Bekendtgørelse af lov om folkeskolen §6 | |   |

Kristendomskundskab var i skoleåret 2019/2020, med en kompetencedækning på 58,7 procent, det fag i folkeskolen med den mindste andel af undervisningen, der dækkes af lærere med kompetence i faget.

## Friskoler
Blandt religiøse friskoler i Danmark var der i efteråret 2019 17 muslimske friskoler, mens der samme tid var 24 friskoler med et muslimsk værdigrundlag. Samme tid var der én jødisk friskole og fire friskoler med tilknytning til Scientology.
I Friskoleloven står der:
| “                                                                                      | Eleverne på en skole, der har meddelt Børne- og Undervisningsministeriet, at den på grund af sit værdigrundlag ikke giver undervisning i kristendomskundskab, skal ikke aflægge prøve i dette fag, men i et andet fag, der udtrækkes inden for den humanistiske fagblok. | ” |
| — Bekendtgørelse af lov om friskoler og private grundskoler m.v. (14/08/2019) §8 Stk 3 | |   |

## Gymnasier
I uddannelsen til almen studentereksamen er religion på C-niveau et obligatorisk fag for alle elever uanset studieretningsforløb. Af de unge, der forlod grundskolen i sommeren 2020 søgte 72 procent en gymnasial uddannelse. Af disse søgte 57,7 procent en Stx-uddannelse. Tilgangen på stx lå i skoleåret 2018/19 på 29.922 elever, hvilket betyder at så mange elever havde Religion på C-niveau i et alment gymnasium det skoleår. Faget kan derudover læses op på B-niveau.
I den toårige hf-uddannelse hører religion på C-niveau til kultur- og samfundsfaggruppen sammen med historie og samfundsfag. Det er derudover muligt at læse Religion C op som et hf-enkeltfag, med en uddannelsestid på 75 timer.
I både Religion C og Religion B fremgår fagets Identitet som følgende:
| “                                                                    | På videnskabelig, ikke-konfessionel baggrund beskrives, analyseres og fortolkes religioner og deres centrale fænomener i forhold til individ, gruppe, samfund, kultur og natur. Faget omfatter religionernes oprindelse, deres historiske udvikling, deres nutidige skikkelser og deres virkningshistorie. Fagets perspektiv er globalt. Religionernes rolle for europæisk og dansk idéhistorie og identitetsdannelse tillægges særlig opmærksomhed. Der arbejdes primært med tekster. Herudover indgår andre former for kildemateriale. | ” |
| — Børne- og Undervisningsministeriet: Stx-læreplaner 2017 - Religion | |   |

### Religiøse gymnasier
Af gymnasier i Danmark, der i større eller mindre grad er kristne, findes Vejlefjord Gymnasium, Det Kristne Gymnasium i Ringkøbing, Hovedstadens Kristne Gymnasium i Vanløse, Gentofte Studenterkursus i Gentofte, N. Zahles Gymnasieskole i København og Niels Steensens Gymnasium på Østerbro i København.
Derudover var Johannesskolen på Frederiksberg grundlagt som en skole "i kristen ånd".
Fra 2016 til 2018 fandtes Hindholm STX, der var et muslimsk Gynmasium i Fuglebjerg.

## Videregående uddannelser
Blandt videregående uddannelser inden for religion findes blandt andet:
- Religionsvidenskab som en 3½-årig bacheloruddannelse og kandidatuddannelse på Aarhus Universitet og Københavns Universitet, samt som enkeltfag på Københavns Universitet,[26] samt Religionsstudier som en 3-årig bacheloruddannelse og kandidatuddannelse på Syddansk Universitet.[27]
- Arabisk- og islamstudier som en 3-3½-årig bacheloruddannelse på Aarhus Universitet, samt Mellemøstens sprog og samfund som en 3-3½-årig bacheloruddannelse på Københavns Universitet.[28]
- Kristendom, kultur og kommunikation som enkeltfag på VIA University College i Aarhus og på Diakonissestiftelsen på Frederiksberg.[29], samt som en 4-årig professionsbacheloruddannelse samme sted.[30]
- Teologi, som 3-årig eller en 4-årig bacheloruddannelse og kandidatuddannelse på Aarhus Universitet og Københavns Universitet[31]
- Europas religiøse rødder som en 2-årig kandidatuddannelse på Københavns Universitet[32]
- Diakoni og socialpædagogik som en 3½-årig professionsbacheloruddannelse på Diakonhøjskolen i Aarhus[33]
- Lærer i folkeskolen som en 4-årig professionsbacheloruddannelse, hvor man kan vælge Kristendomskundskab som et af minimum to undervisningsfag. Uddannelsen findes på 24 forskellige steder i Danmark organiseret af Københavns Professionshøjskole, Professionshøjskolen Absalon, UCL Erhvervsakademi og Professionshøjskole, Professionshøjskolen UC Syddanmark, Professionshøjskolen VIA University College og Professionshøjskolen University College Nordjylland[34]

## Konfirmandundervisning i dag
I 2019 blev der i folkekirken konfirmeret 46.181 personer, svarende til 68 procent af alle unge.
Konfirmandundervisningen afholdes typisk i to ugentlige lektioner indenfor den normale skoletid efter aftale mellem skolen og kirken.
Konfirmation foregår på folkeskolens syvende eller ottende klassetrin. Forud for konfirmation skal man være være døbt med den kristne dåb, Have deltaget i konfirmationsforberedelsen i mindst 48 timer og være fortrolig med det elementære indhold i den kristne tro og folkekirkens gudstjeneste.
I Anordning om børnekonfirmandundervisning og konfirmation fra 2014 fremgår det, at: "Menighedsrådet har ansvaret for, at alle børn på tredje eller fjerde klassetrin får et tilbud om deltagelse i børnekonfirmandundervisning." Herudover fremgår det, at: "Præsten har ansvaret for tilrettelæggelsen og varetagelsen af konfirmationsforberedelsen, som normalt forudsætter, at konfirmanden har modtaget kristendomsundervisning i folkeskolen eller andetsteds."

## Muslimsk undervisning
Ud over ved de muslimske friskoler, findes der en række moskéer og muslimske foreninger, der tilbyder undervisning til muslimer.
I en rapport om muslimsk fritidsundervisning i Danmark i 2018 blev det skønnet, at 83
procent af de dengang 125 muslimske moskeer og foreninger tilbød religiøs undervisning for børn og unge. Det blev vurderet, at der var omkring 6300 børn på landsplan, der ugentligt deltog i formaliseret muslimsk undervisning. I tre fjerdedele af tilfældende var underviseren en Imam. Læsning og recitation af koranen er en vigtig praksis for muslimer, og der er tradition for at læse den på det sprog den er skrevet i, nemlig arabisk. Over halvdelen af de muslimske grupper havde sprogundervisning i for eksempel arabisk, tyrkisk eller bosnisk.
Foreningen Det Islamiske Trossamfund tilbyder undervisning i løbet af ugen for børn og unge muslimer samt for konverterede muslimer. Gennem Muslimsk Ungdom i Danmark tilbyder de blandt andet Najm Akademi, der er en ugentlig undervisning i tre år indenfor centrale aspekter af Islam, Tanzeel Akademi, der er en ugentlig undervisning i tre år med fokus på at forstå Koranen på arabisk samt recitationsregler og refleksion, Qur'ān Halqāt, der er en ugentlig læsning af Koranen for en underviser samt daglig træning, Søndagsdars, der er en undervisning for unge muslimer i skiftende emner om Islam og det at være muslim i et land som Danmark, Introduktion til Islam, der er en undervisning for konverterede muslimer eller interesserede i Islams grundlæggende emner, og Ungedars, der er en undervisning om Islam og sociale aktiviteter for unge drenge i alderen 8 til 12 år.
Der findes ikke nogen imamuddannelse i Danmark.

## Bar mitzva
Med Det jødiske frihedsbrev 29. marts 1814 blev det pålagt at indføre en jødisk konfirmation.
Tilmelding til undervisningen til Bar mitzva finder sted, når piger fylder 11 år og drenge 12. Ceremonien i synagogen foregår et år derefter.